# Acadie—Annapolis
Circonscription électorale fédérale du Canada
Acadie—Annapolis (ancienne Nova-Ouest ((en) West Nova)) est une circonscription électorale fédérale canadienne située dans la province de la Nouvelle-Écosse. Elle comprend l'extrémité nord-est de la province, baignée par la baie de Fundy, dont les comtés de Yarmouth, Digby, Annapolis et la partie ouest de Kings.
Les circonscriptions limitrophes sont Cumberland—Colchester—Musquodoboit Valley, Kings—Hants et South Shore—St. Margarets.

## Historique
La circonscription d'abord sous le nom de West Nova en 1996 à partir des circonscriptions de South Shore et de South West Nova.
À la suite du découpage de la carte électorale de 2022, la circonscription est renommée Acadie—Annapolis.

## Députés
| Législature                                       | Années        | Député             | Député                 | Parti                     |
| ------------------------------------------------- | ------------- | ------------------ | ---------------------- | ------------------------- |
| West Nova issue de South Shore et South West Nova |               |                    |                        |                           |
| 28e                                               | 1968–1972     |                    | Louis-Roland Comeau    | Progressiste-conservateur |
| 29e                                               | 1972–1974     | Charles Haliburton |                        | Progressiste-conservateur |
| 30e                                               | 1974–1979     |                    | Coline Campbell        | Libéral                   |
| 31e                                               | 1979–1980     |                    | Charles Haliburton (2) | Progressiste-conservateur |
| 32e                                               | 1980–1984     |                    | Coline Campbell (2)    | Libéral                   |
| 33e                                               | 1984–1988     |                    | Gerald Comeau          | Progressiste-conservateur |
| 34e                                               | 1988–1993     |                    | Coline Campbell (3)    | Libéral                   |
| 35e                                               | 1993–1997     | Harry Verran       |                        | Libéral                   |
| Nova-Ouest                                        |               |                    |                        |                           |
| 36e                                               | 1997–2000     |                    | Mark Muise             | Progressiste-conservateur |
| 37e                                               | 2000–2004     |                    | Robert Thibault        | Libéral                   |
| 38e                                               | 2004–2006     |                    | Robert Thibault        | Libéral                   |
| 39e                                               | 2006–2008     |                    | Robert Thibault        | Libéral                   |
| 40e                                               | 2008–2011     |                    | Greg Kerr              | Conservateur              |
| 41e                                               | 2011–2015     |                    | Greg Kerr              | Conservateur              |
| 42e                                               | 2015–2019     |                    | Colin Fraser           | Libéral                   |
| 43e                                               | 2019–2021     |                    | Chris d'Entremont      | Conservateur              |
| 44e                                               | 2021–2025     |                    | Chris d'Entremont      | Conservateur              |
| Acadie—Annapolis                                  |               |                    |                        |                           |
| 45e                                               | 2025–en cours |                    | Chris d'Entremont      | Conservateur              |

## Résultats électoraux
Modèle:Élection générale canadienne de 2025 — Acadie—Annapolis
|       | Candidat       | Parti        | # de voix | % des voix |
|       | Arnold LeBlanc | Conservateur | +11 772,  | 25,69 %    |
|       | Colin Fraser   | Libéral      | +28 607,  | 62,43 %    |
|       | Greg Foster    | NPD          | +03 507,  | 7,65 %     |
|       | Clark Walton   | Vert         | +01 938,  | 4,23 %     |
| Total | Total          | Total        | 45 824    | 100 %      |

|       | Candidat        | Parti        | # de voix | % des voix |
|       | (x) Greg Kerr   | Conservateur | +20 204,  | 47,04 %    |
|       | Robert Thibault | Libéral      | +15 632,  | 36,39 %    |
|       | George Barron   | NPD          | +05 631,  | 13,11 %    |
|       | Ross Johnson    | Vert         | +01 487,  | 3,46 %     |
| Total | Total           | Total        | 42 954    | 100 %      |

|       | Candidat            | Parti        | # de voix | % des voix |
|       | Greg Kerr           | Conservateur | +16 779,  | 39,94 %    |
|       | (x) Robert Thibault | Libéral      | +15 185,  | 36,15 %    |
|       | George Barron       | NPD          | +07 097,  | 16,89 %    |
|       | Ronald Mills        | Vert         | +02 106,  | 5,01 %     |
|       | Cindy M. Nesbitt    | Indépendant  | +00844,   | 2,01 %     |
| Total | Total               | Total        | 42 011    | 100 %      |